# Ô Verlaine
Ô Verlaine  est un roman de l'écrivain français Jean Teulé paru en 2005.

## Présentation
Alcoolique, phénoménal, amant frénétique et désordonné, bigame maltraité par ses deux compagnes, Paul Verlaine oscilla jusqu'au tombeau entre l'ignoble et le sublime. C'est à la toute fin de sa vie, au moment de la pire déchéance morale et matérielle, au moment où les gloires de l'époque l'accablaient de leur mépris, qu'une soudaine vague de sympathie naquit en sa faveur parmi les étudiants et la jeunesse du Quartier latin. En quelques semaines, il devint leur idole.